# Dareios (Pontos)
Dareios von Pontos (latinisiert Darius von Pontus) lebte im ersten vorchristlichen Jahrhundert und war Prinz des Königreichs Pontos und dessen König von 39 bis 37 v. Chr. Er war ein Monarch mit iranischen, griechischen und makedonischen Wurzeln.
Dareios war das erste Kind des Königs Pharnakes II. und dessen sarmatischer Frau. Er hatte zwei jüngere Geschwister: Eine Schwester namens Dynamis und einen Bruder namens Arsakes. Seine Großeltern väterlicherseits waren der pontische Herrscher Mithridates VI. und seine erste Frau, seine Schwester Laodike. Dareios wurde geboren und aufgezogen in Pontos und im Bosporanischen Reich.
Nach dem griechischen Historiker Strabon wurde Dareios von einem Rebellenkommandanten mit dem Namen Arsakes über einen gewissen Zeitraum hinweg bewacht, als er eine Festung hielt, die von Polemon und Lykomedes von Komana belagert wurde.
Darius wurde vom Triumvirn Marcus Antonius 39 v. Chr. als Herrscher über Pontos eingesetzt. Seine Regierungszeit als König war kurz, da er bereits 37 v. Chr. starb. Ihm folgte sein Bruder Arsakes nach, dessen Herrschaftszeit allerdings noch kürzer war, eventuell starb er bereits im gleichen Jahr. Sein Nachfolger wurde Polemon.